# Baiersbronn

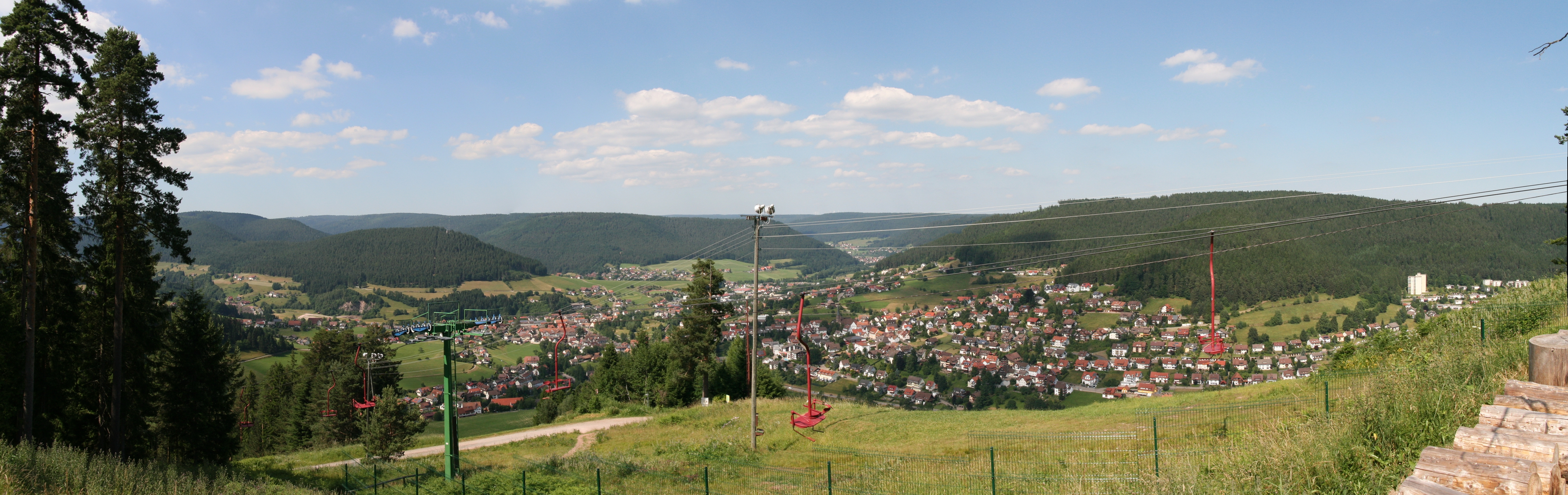
Vy från Glasmännlehütte i Baiersbronn

Baiersbronn är en kommun i Landkreis Freudenstadt i Baden-Württemberg.
Baiersbronn ligger i Schwarzwald och kommunen är känd för att ha två trestjärniga krogar och en tvåstjärnig i Michelinguiden.[källa behövs]

## Historia
Baiersbronn är belagt i skriftliga källor från 1292 och tillhör sedan 1320 Württemberg. Baiersbronn fick sin första kyrka 11430. Uppgift om en skola i Baiersbronn finns från 1627.
Flera av orterna, som Bulbach och Schönmünzach, tillkom på 1700-talet som platser för glashyttor.
Vid mitten av 1800-talet emigrerade många Baiersbronnsbor till Nordamerika på grund av missväxt och utbredd fattigdom. År 1901 drogs järnvägen Murgtalbahn till Baiersbronn, vilket ledde till en utveckling av näringslivet. Kommunen blev plats för vintersport och blev kurort.

## Bildgalleri

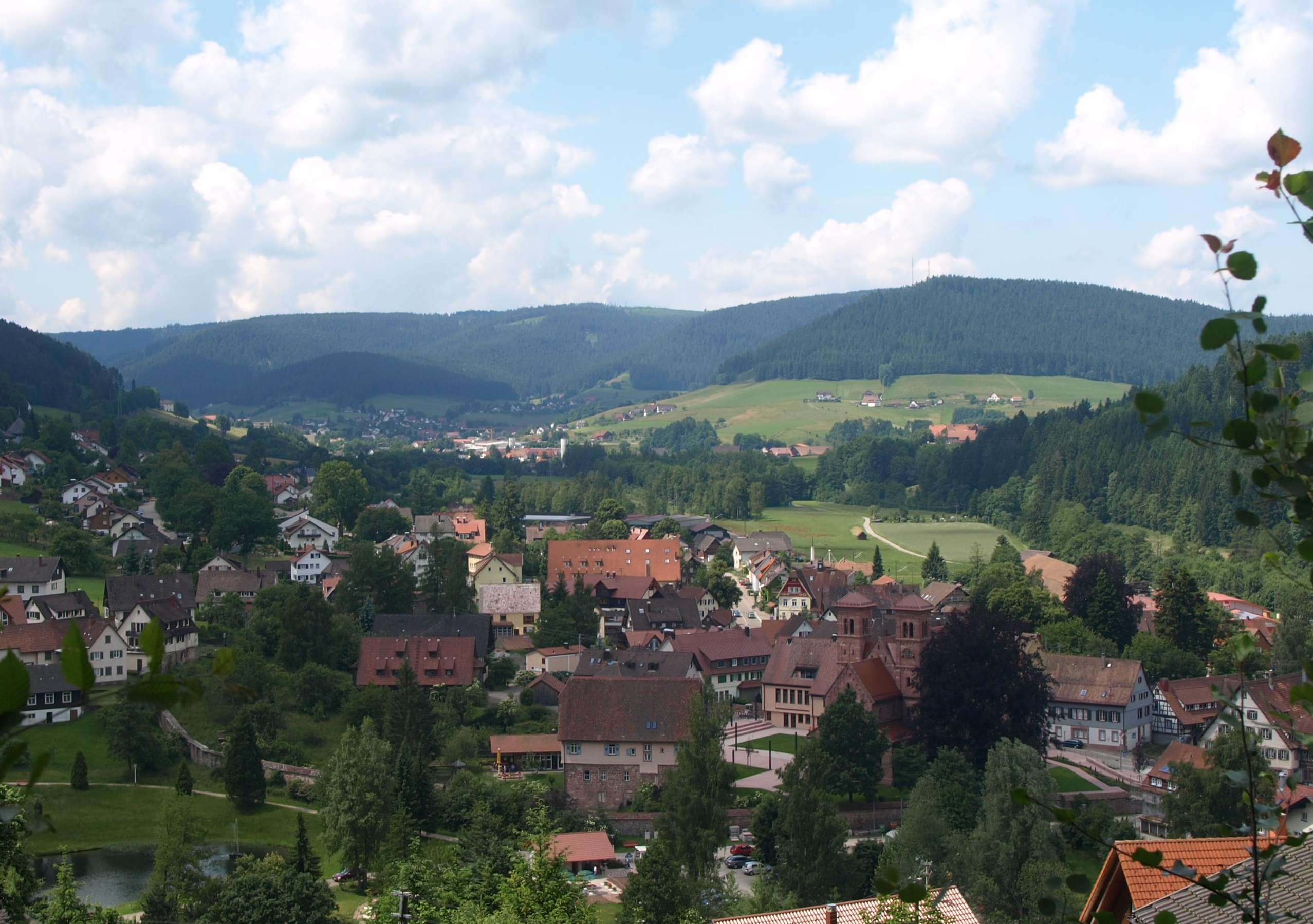
Klosterreichenbach
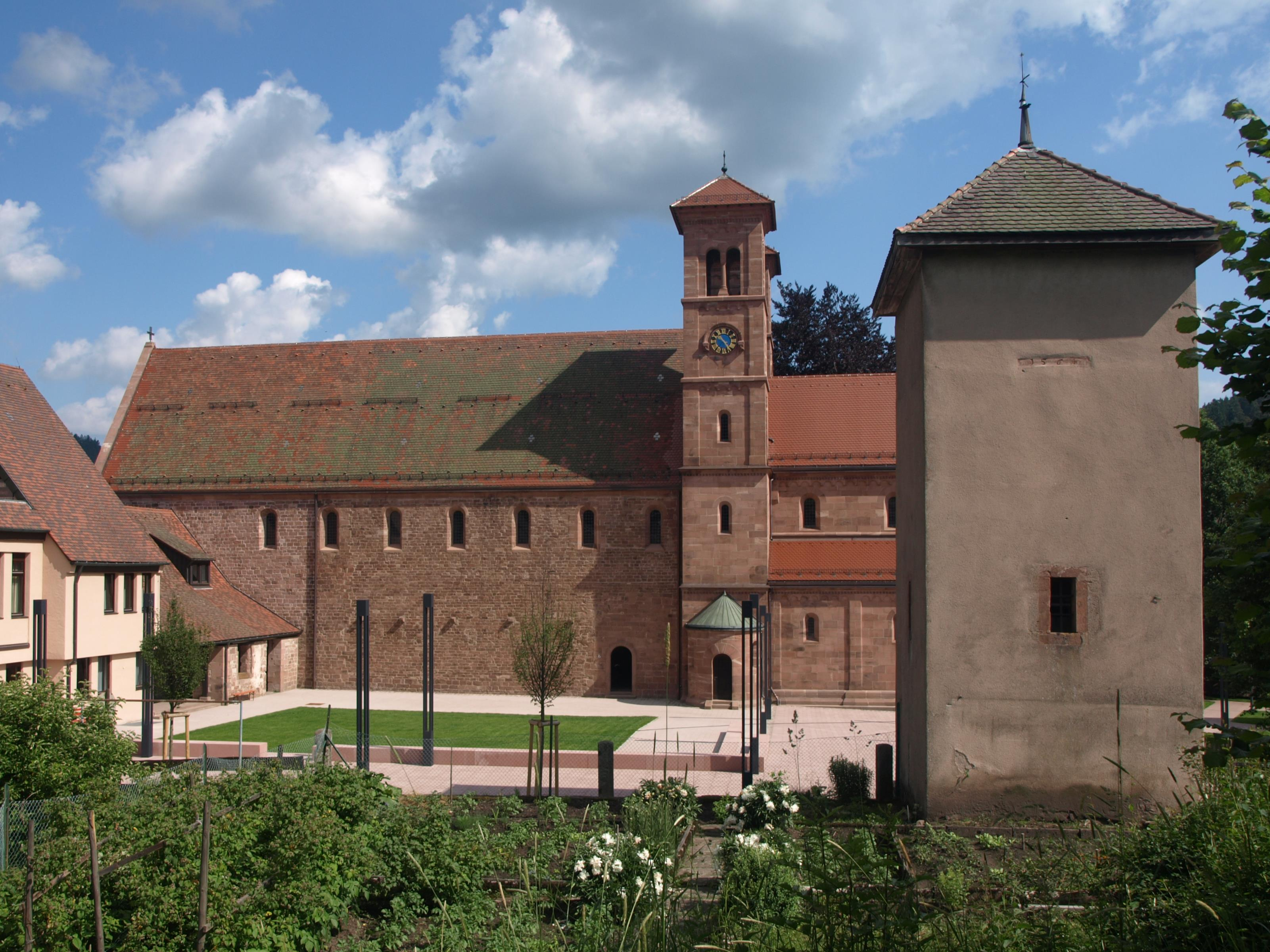
innergården i klostret Klosterreichenbach